# Iteghem
Iteghem (Itegem en néerlandais) est une section de la commune belge de Heist-op-den-Berg située en Région flamande dans la province d'Anvers. C'est la partie la plus vieille d'Heist-op-den-Berg, mentionné en 976 comme "Idingehem" (la maison d'Ido). C'était une commune à part entière avant la fusion des communes de 1977.

## Démographie

### Évolution démographique
- Sources : INS, Rem. : 1831 jusqu'en 1970 = recensements, 1976 = nombre d'habitants au 31 décembre[3].

## Économie
- Ancien siège de Casa